# Retrato de la Marquesa de Santiago
El Retrato de la Marquesa de Santiago es un óleo sobre lienzo pintado por Francisco de Goya en 1804. Es la pareja o pendant del lienzo de su esposo, el Retrato del Marqués de San Adrián.

## Contexto
En la década de 1790, Francisco de Goya se había convertido en un pintor de moda, cuyos retratos eran muy solicitados, tanto por la aristocracia como por la clase alta madrileña. Con esta serie de pinturas inició el período más fructífero de su vida, que aseguró su fama y fortuna.
Como en el anterior de los condes de Fernán Núñez, Goya vuelve a realizar aquí un doble retrato, al estilo inglés contemporáneo, ubicado al aire libre alejándose de la tradición velazqueña. En este caso, probablemente se trate de la quinta propiedad de la dama en las entonces afueras de la capital, en el actual barrio de Chamberí.
La marquesa era la hija única de una rica familia, heredando sus tres títulos nobiliarios y consecuente fortuna. Casada en 1783 a los dieciocho años, tras enviudar volvió a contraer nupcias en 1790, siendo ella la que trajo mayor riqueza y estatus a sus maridos. Poseía fincas en España y Flandes y un capital de dos millones de reales. Como la más noble de ambos, es posible que fuera ella la que encargó los retratos del matrimonio a Goya, para añadirlos a la importante colección de pinturas de su familia.

## Análisis

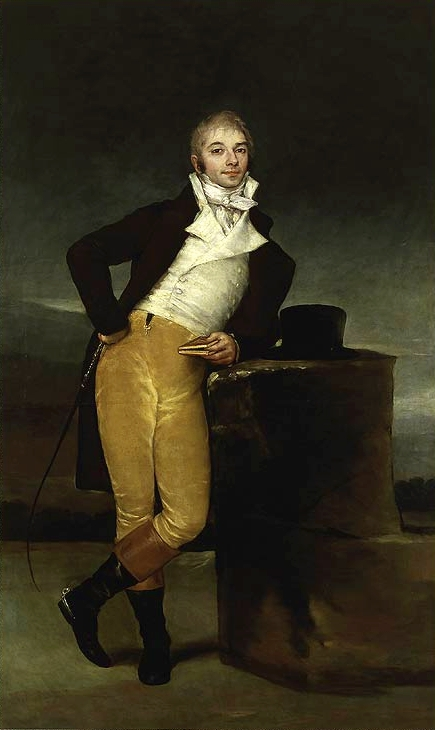
Retrato del Marqués de San Adrián, pendant de este retrato.

En la obra firmada y fechada abajo a la derecha, se representa a doña María de la Soledad Fernández de los Ríos (1764-1807), de pie y de cuerpo entero, en el exterior - al estilo inglés- en un campo con algunas construcciones al fondo, quizás en los alrededores de su quinta rural. Lleva un vestido negro con una fina mantilla blanca cubriéndole la cabeza adornada con un tocado de flores frescas, medias de seda y chapines dorados. Su mano izquierda porta un abanico cerrado y su puño derecho se apoya en la cintura, en un gesto popular. Su rostro poco agraciado aparece ausente y cansado. Sufriendo de mala salud, morirá pocos años después.
La luz viene de la izquierda e ilumina el pecho de la dama, la larga mantilla y su rostro atrevidamente maquillado, lo que era muy comentado por sus conocidos, por lo que los polvos de arroz, colorete y carmín acentúan los rasgos. Su mirada está ausente, el gesto perdido a pesar del decidido puño en la cadera; Goya da cuenta de la psicología de los personajes, y contrasta el retrato de la marquesa con el de su marido, el elegante e indolente marqués de San Adrián.